# 須川廉吉
須川 廉吉（すがわ れんきち、生没年不詳）は江戸時代末期の浮世絵版画の彫師。

## 略歴
初代朝倉伊八の弟子。廉吉彫工、彫廉吉と号す。御家人の廉吉と呼ばれる。頭彫の名人であり、弘化年間に40余で没したとされる。歌川国芳、歌川広重の錦絵を担当している。門人に須川千之助がいる。

## 作品
- 歌川国芳 「縞揃女弁慶」 大判10枚揃 弘化1年 「五条橋」他に名前がみられる。
- 歌川国芳・歌川広重 「源頼朝大仏供養之図」 大判3枚続 弘化期